# Stephan Oppel
Stephan Oppel (* 1973 in Paderborn) ist ein Orgelbauer in Gellinghausen bei Schmallenberg im Hochsauerland. Bekannt wurde er durch die Restaurierung der letzten original erhaltenen Orgel des Mainzer Hoforgelbaumeisters Jakob Köhler in Vendersheim (Rheinland-Pfalz).

## Leben und Werk
Stephan Oppel wuchs zunächst in Schloss Neuhaus bei Paderborn auf. 1980 zog er nach Paderborn um, wo er im Alter von sieben Jahren den ersten Orgelunterricht erhielt. Zu seinen Lehrern zählten unter anderen Reinhard Daniel, Rudolf Brüggemeier und der damalige Paderborner Domorganist Helmut Peters. In Paderborn besuchte er das Gymnasium Theodorianum. 1989 ergriff Oppel den Beruf des Orgelbauers bei der Firma Sauer in Höxter/Ottbergen. 1995 wechselte er zur Orgelbauwerkstatt Albers in Oberkirchen, einem Ortsteil der Stadt Schmallenberg.
Im Jahr 2000 gründete Oppel seine eigene Orgelbaufirma. Nach dem Ablegen der Meisterprüfungen bezog er im Jahr 2002 seine eigene Werkstätte für Orgelbau in Schmallenberg. Spezialisiert ist die Firma Orgelbau Oppel auf Orgelneubau, Restaurierung und Wartung. Seit einigen Jahren engagiert er sich für gefährdete, historische englisch-romantische Orgeln. Einige dieser Instrumente konnten nach Deutschland überführt und dort von ihm restauriert werden. Die Firma Oppel sieht sich der großen westfälischen Orgelbaugeschichte gegenüber verpflichtet.